# كفر ميت سهيل
قرية كفر ميت سهيل هي إحدى القرى التابعة لمركز منيا القمح في محافظة الشرقية في جمهورية مصر العربية. حسب إحصاءات سنة 2006، بلغ إجمالي السكان في كفر ميت سهيل 1917 نسمة، منهم 988 رجل و929 امرأة.